# Nowaja Binaradka
Nowaja Bimaradka (ros. Новая Бинарадка) – wieś (sieło) w Rosji, w obwodzie samarskim, w rejonie stawropolskim. W 2010 liczyła 867 mieszkańców.